# 雅布羅夫斯基宮
雅布羅夫斯基宮（波蘭語：Pałac Jabłonowskich）是位於波蘭首都華沙市中心劇院廣場的一座歷史建築。在第二次世界大戰之前，該建築被用作華沙市政廳使用。雅布羅夫斯基宮修建於1773年1785年期間。1863年，該建築曾發生火災。1864年至1869年，雅布羅夫斯基宮得到重建。